# Розен, Ян Богумил
Ян Богумил Розен (пол. Jan Bogumił Rosen; 16 октября 1854, Варшава — 8 ноября 1936, там же) — польский художник-баталист.

## Биография
Родился в состоятельной еврейской семье, перешедшей в лютеранство.
С детства проявлял способности к рисованию. Первые уроки живописи получил в Варшаве под руководством Францишка Костжевского.
Продолжил совершенствовать мастерство в 1872—1875 в Мюнхенской академии художеств. Брал уроки в частной художественной школе Юзефа Брандта. Следующие четыре года занимался в парижской Школе изящных искусств (École des Beaux-Arts) у Ж. Л. Жерома и Изидора Пильса.
Совершил путешествие по Европе, жил в Мюнхене, Париже, Лозанне. С 1891 проживал в России. Служил придворным художником российского императора Александра III.
В 1907 совершил морское путешествие в Африку, а в 1908 побывал в Скандинавии.
Вернулся в Польшу, только после обретения ею независимости в 1921 году.
Похоронен на лютеранском кладбище Варшавы.
Сын — художник Ян Хенрик Розен (1891—1982).

## Творчество
Известен, в основном, как художник-баталист. Писал полотна на военную тему, с батальными сценами наполеоновских войн. Выполнил ряд картин на тему польского восстания 1830 года.
Кроме того, любимым мотивом его картин были кони и всё связанное с ними.
Одна из самых известных картин, написанных Розеном — «Смотр польской кавалерии великим князем Константином Павловичем в Варшаве на Саксонской площади в 1824 году». Картина эта была куплена императором Александром III, после чего началась карьера Я. Розена в Петербурге в качестве придворного живописца.
Изредка писал портреты, занимался также книжной иллюстрацией.

## Галерея
- Смотр польской кавалерии великим князем Константином Павловичем в Варшаве на Саксонской площади в 1824 году. 1891 год.
- Генерал Королевства Польского на коне. 1923 год.
- Битва под Сточеком. 1890 год.
- Смотр карет на Уяздовской площади в 1881 году. 1881 год.